# Stanisław Kostka Mielżyński
Stanisław Kostka Andrzej Jakub Mielżyński herbu Nowina (ur. 14 listopada 1778 w Rąbiniu, zm. 29 czerwca 1826 w Pawłowicach) – hrabia, wolnomularz, generał brygady Wojska Polskiego.

## Życiorys
Był synem Maksymiliana Antoniego (1738–1799), pochodzącego ze starej rodziny wielkopolskiej (pierwsza wzmianka: Mielżyn k. Gniezna, 1396) i Konstancji z Czapskich. Ojciec Maksymilian uzyskał w 1786 r. dziedziczny pruski tytuł hrabiowski. O wczesnych latach Stanisława niewiele wiadomo. Mając lat 28 zorganizował w Poznaniu 3 p. piechoty późniejszego Księstwa Warszawskiego i został mianowany pułkownikiem w końcu roku 1806. W roku 1807 walczył ze swym pułkiem pod Tczewem i Gdańskiem i wraz z Francuzami wkroczył do zdobytego Gdańska, gdzie w roku 1808 jego pułk był częścią załogi Wolnego Miasta Gdańska. W czasie wojny z Austrią roku 1809 Mielżyński zasłużył się przy obronie Torunia i otrzymał za waleczność Order Virtuti Militari. 20 marca 1810 awansował na generała brygady. Brał udział w dywizji gen. Dąbrowskiego w kampanii rosyjskiej Napoleona w roku 1812, w roku 1813 bił się w obronie Gdańska przed Prusakami i Szwedami Bernadotte'a.
W roku 1815, po ostatecznym upadku Napoleona, Mielżyński nie wstąpił do wojsk Królestwa Kongresowego, lecz wziął abszyt i przeniósł się do swych posiadłości w Wielkopolsce (Pawłowice, Kąkolewo, Poniec, Smogulec, Gołańcz), które ponownie trafiły pod zabór pruski. Tam gospodarował swymi majątkami i udzielał się bardzo aktywnie jako mason, szczególnie w lożach popierających konspiracyjną walkę o niepodległość i zjednoczenie Polski, jak poznański Związek Kosynierów, któremu Mielżyński przewodził, czy też w tajnej organizacji wolnomularskiej stworzonej przez Waleriana Łukasińskiego.
Mielżyński poślubił w 1800 r. Prowidencję Honoratę z Zarembów i miał z nią syna Leona i trzy córki, z których Laura (Eleonora) poślubiła 2:o voto Józefa Napoleona Czapskiego. Para ta była rodzicami Bogdana Hutten-Czapskiego, znanej postaci z okresu Królestwa Regencyjnego. Generał pochowany został w Pawłowicach.